# Agathon Benary
Karl Albert Agathon Benary (Kassel, 17 gennaio 1807 – Berlino, 4 dicembre 1860) è stato un filologo classico e linguista tedesco.

## Biografia
Fu il fratello dell'orientalista Franz Ferdinand Benary (1805–1880).
Studiò presso i ginnasi di Göttingen e Erfurt, dove ebbe come insegnante Franz Ernst Heinrich Spitzner. Dal 1824 al 1827 studiò filologia classica presso le università di Göttingen e Halle, conseguendo il dottorato con la tesi "De Aeschyli Prometheo soluto".  Dopo la laurea, lavorò come insegnante di scuola superiore a Berlino, e nel frattempo, continuò i suoi studi filologici come allievo di Franz Bopp. Dal 1833 fino alla sua morte nel 1860, fece parte del Cölnischen Realgymnasium di Berlino. Durante questo periodo di tempo, insegnò all'Università di Berlino.

## Opere
- Das Unterscheidende des römischen Lautgesetzes. Berlin, 1836.
- Zur Vertheidigung der Gymnasien gegen die Beschuldigungen und Anträge des Herrn Regierungs- und Medicinal-Raths Dr. Lorinser (con A. Krech und A. Seebeck) Berlin, 1836.
- Zur Geschichte der Herausgabe der "Zeitschrift für Wissenschaft und Leben und meiner" Theilnahme an derselben. Berlin, 1844.[2]